# Brillac
Brillac est une commune française située dans le nord-est du département de la Charente (région Nouvelle-Aquitaine), en Charente limousine, partie occidentale du Massif central.
Située au nord-est de Confolens, dans le triangle Angoulême - Limoges - Poitiers, elle est limitrophe du département de la Haute-Vienne. Ses habitants sont appelés les Brillachons et les Brillachonnes.

## Géographie

### Localisation et accès
Brillac est en Charente limousine, à l'extrême nord-est du département de la Charente à 10 km de Confolens, 45 km de Limoges, 67 km d'Angoulême et Poitiers. Elle est limitrophe du département de la Haute-Vienne à l'est et non loin de la Vienne au nord.
Située dans le triangle Limoges (sud-est) - Angoulême (sud-ouest) - Poitiers (nord-ouest), elle est la dernière commune charentaise traversée par la D 951 en direction du Limousin, plus précisément l'axe Chasseneuil-Bellac, route Centre-Europe Atlantique entre Angoulême et Guéret, par Confolens.
Le chef-lieu de région et métropole régionale, Bordeaux est à 190 km soit deux heures du bourg via Angoulême par la nationale 10 et l'autoroute A10. 140 km de voies rapides relient la commune à Bordeaux ainsi que la LGV Atlantique en gare d'Angoulême.
Le bourg de Brillac est au nord-est de Confolens. Deux villes plus importantes, Bellac (22 km à l'est) et Saint-Junien (22 km au sud), fournissent aussi à Brillac l'accès à de nombreux magasins et équipements.
Des grandes villes à proximité, Limoges et Angoulême, le chef-lieu de la Haute-Vienne est le plus proche et le plus important. Il est accessible par la N 141 à Saint-Junien ou par Oradour-sur-Glane. Elle dispose de nombre d'infrastructures et d'entreprises offrant un lieu d'emploi et de divertissement pour les Brillachons.
Le bourg de Brillac est situé au sud de la D 951. Il est situé au carrefour de la D 80, route allant à Confolens par Esse, et la D 29 qui va du nord au sud.

### Hameaux et lieux-dits
Le territoire communal comporte de nombreuses fermes et petits hameaux, comme les Champs, les Quatre Chemins, le Moulin des Dames, la Chaise, la Villatte, etc..

### Communes limitrophes
| Abzac             | Oradour-Fanais | Gajoubert (Haute-Vienne)     |
| Lessac (sur 50 m) | Brillac        | Val d'Issoire (Haute-Vienne) |
| Confolens         | Esse           | Lesterps                     |

Depuis le 1er janvier 2016, la commune est limitrophe de Confolens, à la suite de l'absorption de Saint-Germain-de-Confolens.

### Géologie et relief
Comme toute la partie nord-est du département de la Charente qu'on appelle la Charente limousine, la commune se trouve sur la partie occidentale du Massif central.
Son sol est composé de roches cristallines et métamorphiques, relique de la chaîne hercynienne.
Composante des premiers contreforts du Massif central venant de l'Atlantique, elle est associée au plateau du Limousin, géographiquement proche des monts de Blond et du point culminant de la Charente, le rocher aux Oiseaux (10 km).
Le sous-sol de la commune est du gneiss pour les deux tiers nord et du granit pour le tiers sud,,.
La commune occupe un vaste plateau ondulé et accidenté dont l'altitude moyenne dépasse 200 mètres, présentant une suite de collines élevées et de vallées profondes.
Les altitudes communales s'étagent entre 143 m, au fond de la vallée de l'Issoire à l'ouest, et 241 m, à l'extrémité sud-est.
Le bourg est construit en suivant le versant d'une colline, il domine la vallée de l'Issoire et dispose d'un point de vue sur les églises d'Esse et Lesterps, le bourg de Saint-Christophe, mais aussi les monts de Blond (516 m) et la Butte de Frochet (350 m) sur Bussière-Boffy. Le bourg culmine à environ 220 mètres avec un minimum de 195 mètres à son entrée orientale.
Par rapport au reste du département, le relief accentué a un impact conséquent sur le climat de la commune, ainsi que sur les activités agricoles dû à la proximité de la roche.

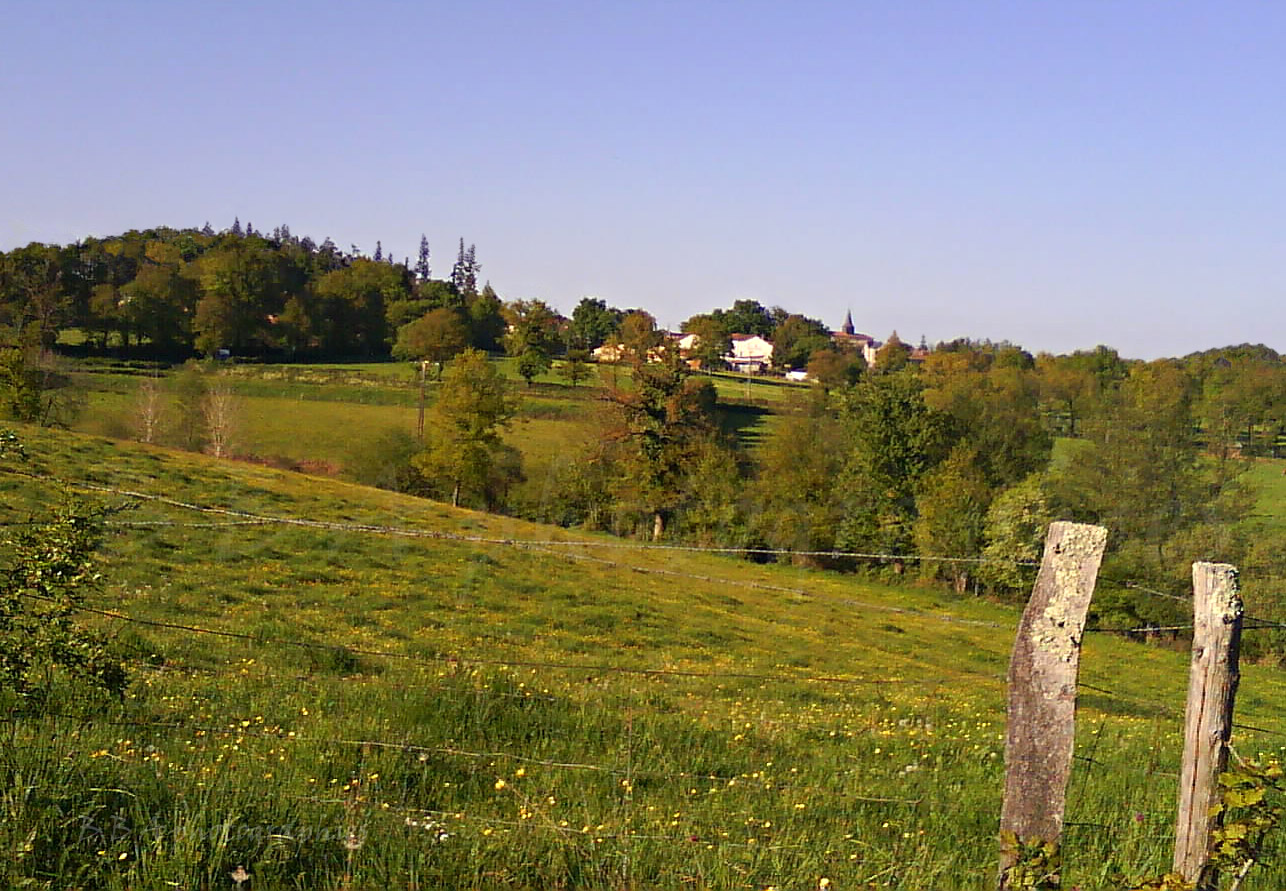
Le bourg et la campagne limousine.
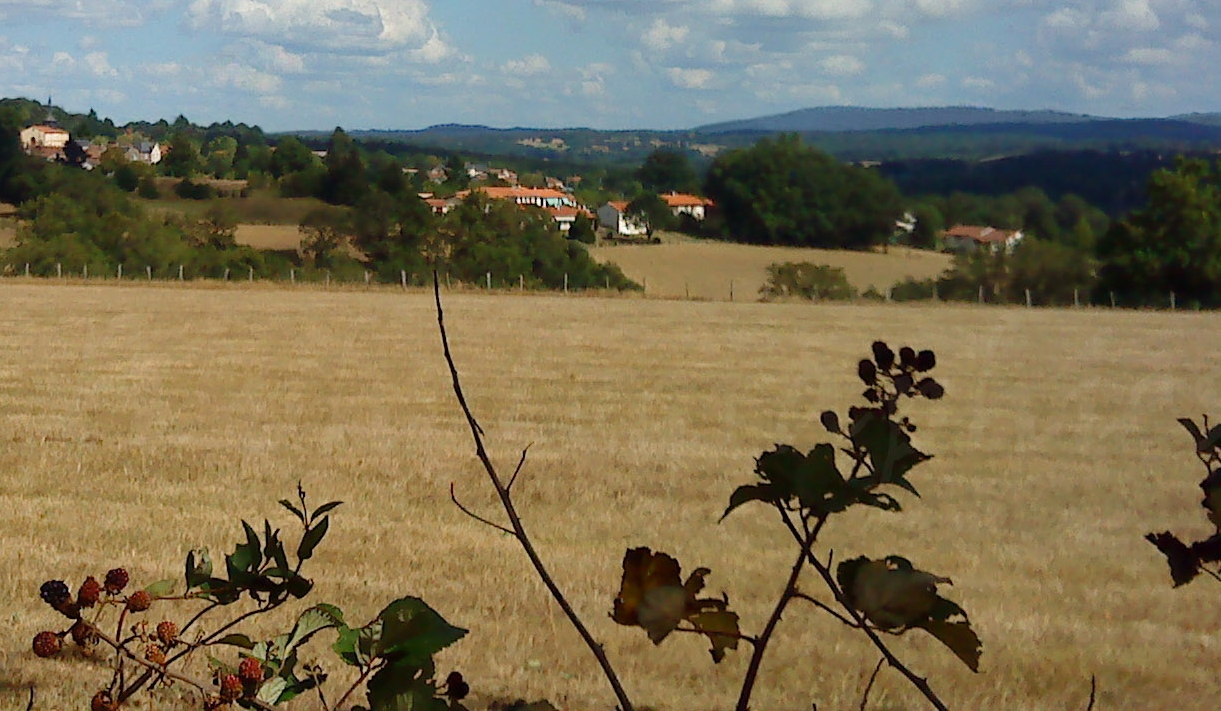
Panorama de Brillac vers l'est et les monts de Blond.

### Hydrographie

#### Réseau hydrographique
La commune est située dans la région hydrographique de « la Loire de la Vienne (c) à la Maine (nc) », une partie du Bassin de la Loire, au sein  du Bassin Loire-Bretagne. Située sur les plateaux du Confolentais, elle est découpée par de nombreux cours d'eau de diverses importances (rivières, ruisseaux...). Cela lui apporte un panorama vallonné et verdoyant composé de petites vallées étroites dont la plus connue est la vallée de l'Issoire. Elle est ainsi drainée par la Blourde, l'Issoire, la Courrière, la Marchadaine, l'Age, l'Eaupedde le Marcillac et par divers petits cours d'eau, qui constituent un réseau hydrographique de 52 km de longueur totale,.
La Blourde, d'une longueur totale de 46,5 km, prend sa source au nord de la commune et se dirige vers Oradour-Fanais. Elle se jette  dans la Vienne dans la Vienne, à Gouex, après avoir traversé 12 communes.
L'Issoire traverse la commune d'est en ouest et passe au sud du bourg. D'une longueur totale de 45,7 km, prend sa source en Haute-Vienne,dans la commune de Blond, et se jette  dans la Vienne à Lessac, après avoir traversé 7 communes.
La Courrière est en limite sud. D'une longueur totale de 13,1 km, prend sa source dans la commune de Saint-Christophe et se jette  dans l'Issoire sur la commune, après avoir traversé 4 communes.
La Marchadaine, d'une longueur totale de 21,4 km, prend sa source en Haute-Vienne,dans la commune de Montrol-Sénard, et se jette  dans l'Issoire sur la commune, après avoir traversé 5 communes. Elle passe au moulin de Brillac.

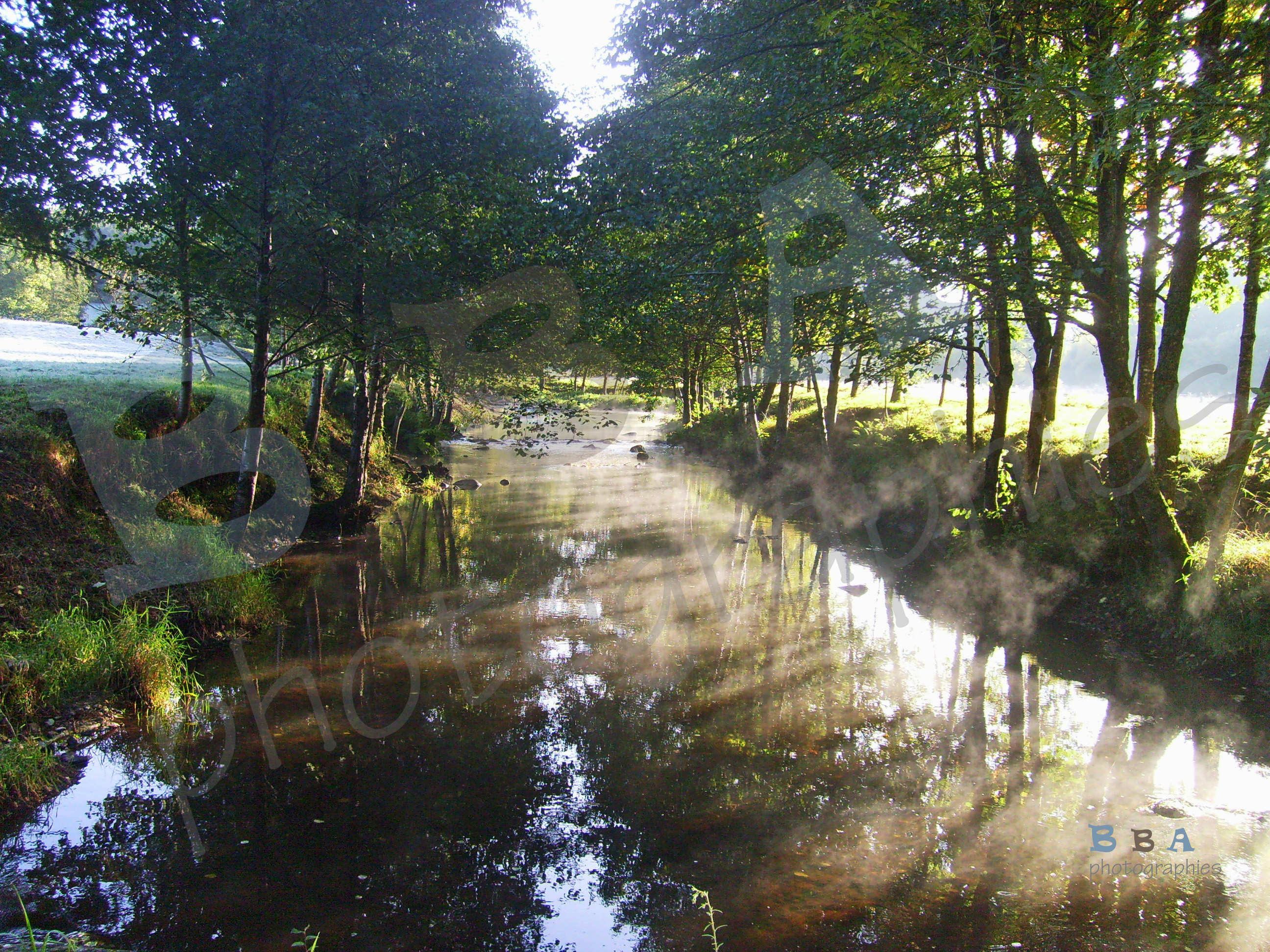
L'Issoire à Brillac.
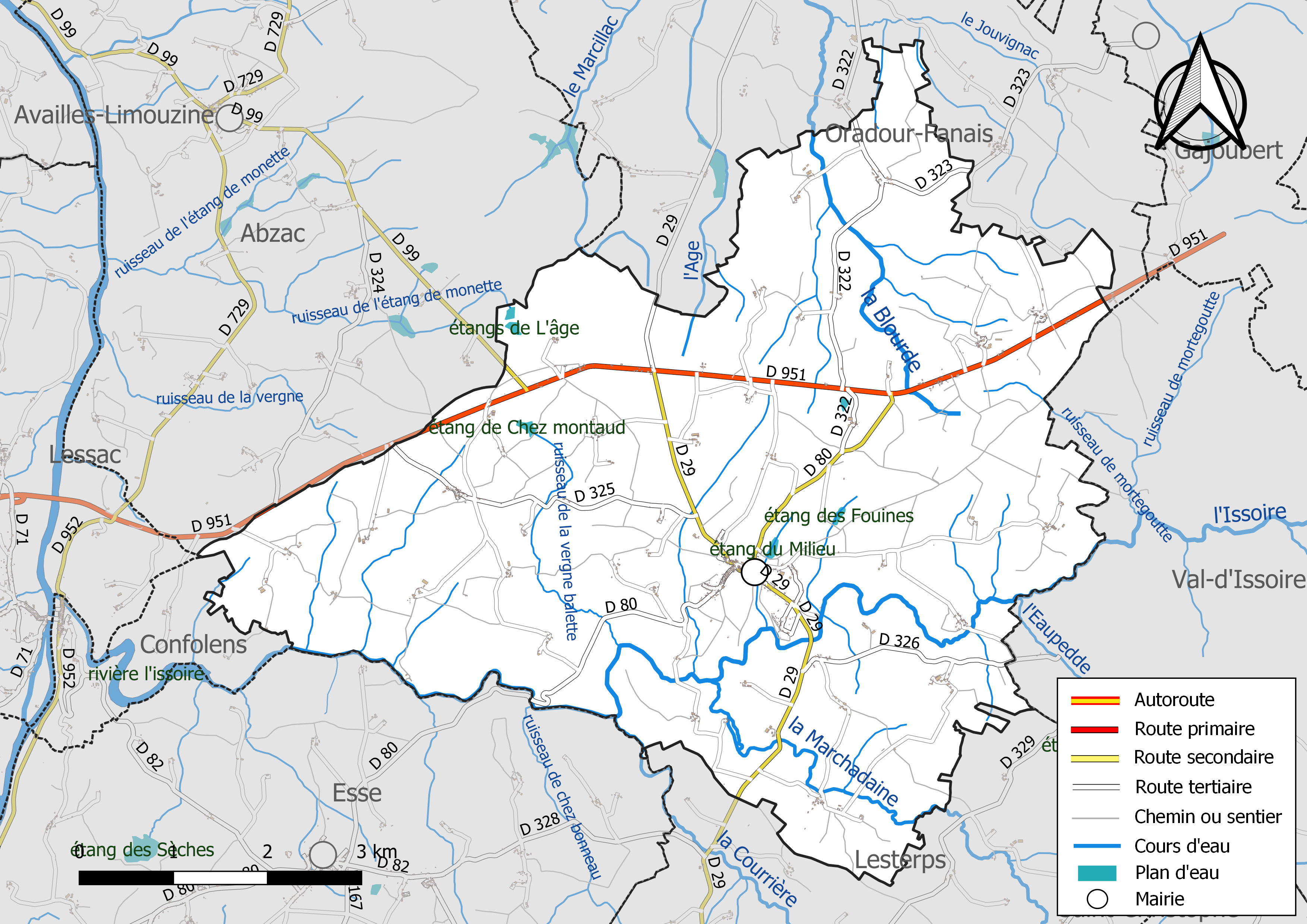
Réseaux hydrographique et routier de Brillac

#### Gestion des cours d'eau
Le territoire communal est couvert par le schéma d'aménagement et de gestion des eaux (SAGE) « Vienne ». Ce document de planification, dont le territoire correspond au bassin du bassin de la Vienne, d'une superficie de 7 060 km2, a été approuvé le 1er juin 2006. La structure porteuse de l'élaboration et de la mise en œuvre est l'établissement public territorial de bassin Vienne. Il définit sur son territoire les objectifs généraux d’utilisation, de mise en valeur et de protection quantitative et qualitative des ressources en eau superficielle et souterraine, en respect des objectifs de qualité définis dans le troisième SDAGE  du Bassin Loire-Bretagne qui couvre la période 2022-2027, approuvé le 18 mars 2022.

### Climat

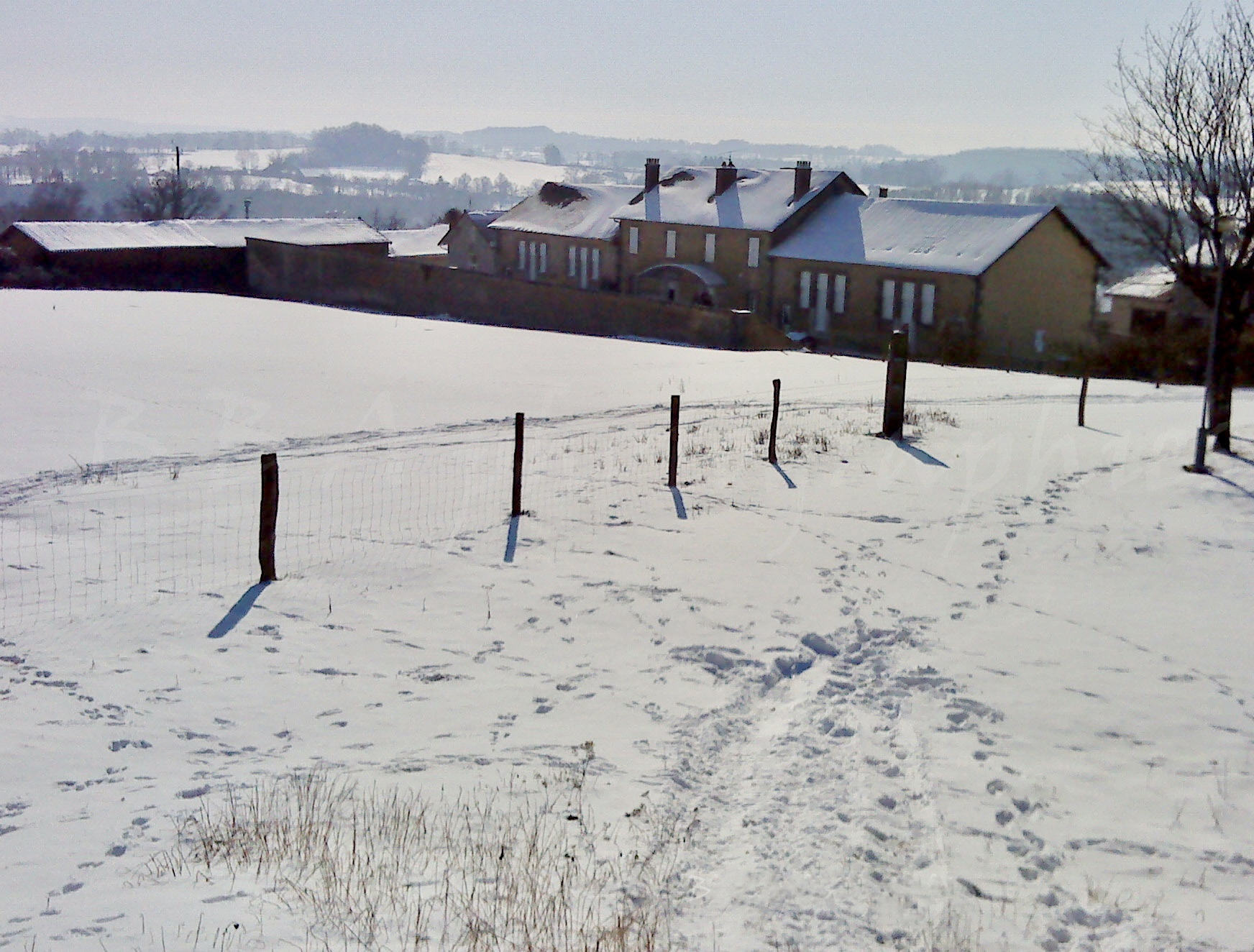
Brillac, école municipale sous la neige.

Du fait de son relief, Brillac connaît un climat océanique altéré correspondant à celui de la Haute-Vienne avec un temps humide, des hivers plus rigoureux et neigeux et des étés plus frais que dans les plaines charentaises.
|                         | Limoges    | Cognac    |
| ----------------------- | ---------- | --------- |
| Ensoleillement          | 1899 h/an  | 1995 h/an |
| Pluie                   | 1023 mm/an | 783 mm/an |
| Précipitations          | 135 j/an   | 117 j/an  |
| Neige                   | 18 j/an    | 4 j/an    |
| Gel                     | 45 j/an    | 40 j/an   |
| Température min moyenne | 7,7 °C     | 8,6 °C    |
| Température moyenne     | 11,4 °C    | 13,3 °C   |
| Température max moyenne | 15,2 °C    | 18,0 °C   |

## Urbanisme

### Typologie
Au 1er janvier 2024, Brillac est catégorisée commune rurale à habitat très dispersé, selon la nouvelle grille communale de densité à 7 niveaux définie par l'Insee en 2022.
Elle est située hors unité urbaine. Par ailleurs la commune fait partie de l'aire d'attraction de Confolens, dont elle est une commune de la couronne,. Cette aire, qui regroupe 14 communes, est catégorisée dans les aires de moins de 50 000 habitants,.

### Occupation des sols
L'occupation des sols de la commune, telle qu'elle ressort de la base de données européenne d’occupation biophysique des sols Corine Land Cover (CLC), est marquée par l'importance des territoires agricoles (87,1 % en 2018), une proportion sensiblement équivalente à celle de 1990 (87,5 %). La répartition détaillée en 2018 est la suivante : 
prairies (70,4 %), forêts (11,6 %), zones agricoles hétérogènes (11,5 %), terres arables (4,1 %), cultures permanentes (1,1 %), zones urbanisées (0,7 %), milieux à végétation arbustive et/ou herbacée (0,6 %). L'évolution de l’occupation des sols de la commune et de ses infrastructures peut être observée sur les différentes représentations cartographiques du territoire : la carte de Cassini (XVIIIe siècle), la carte d'état-major (1820-1866) et les cartes ou photos aériennes de l'IGN pour la période actuelle (1950 à aujourd'hui).

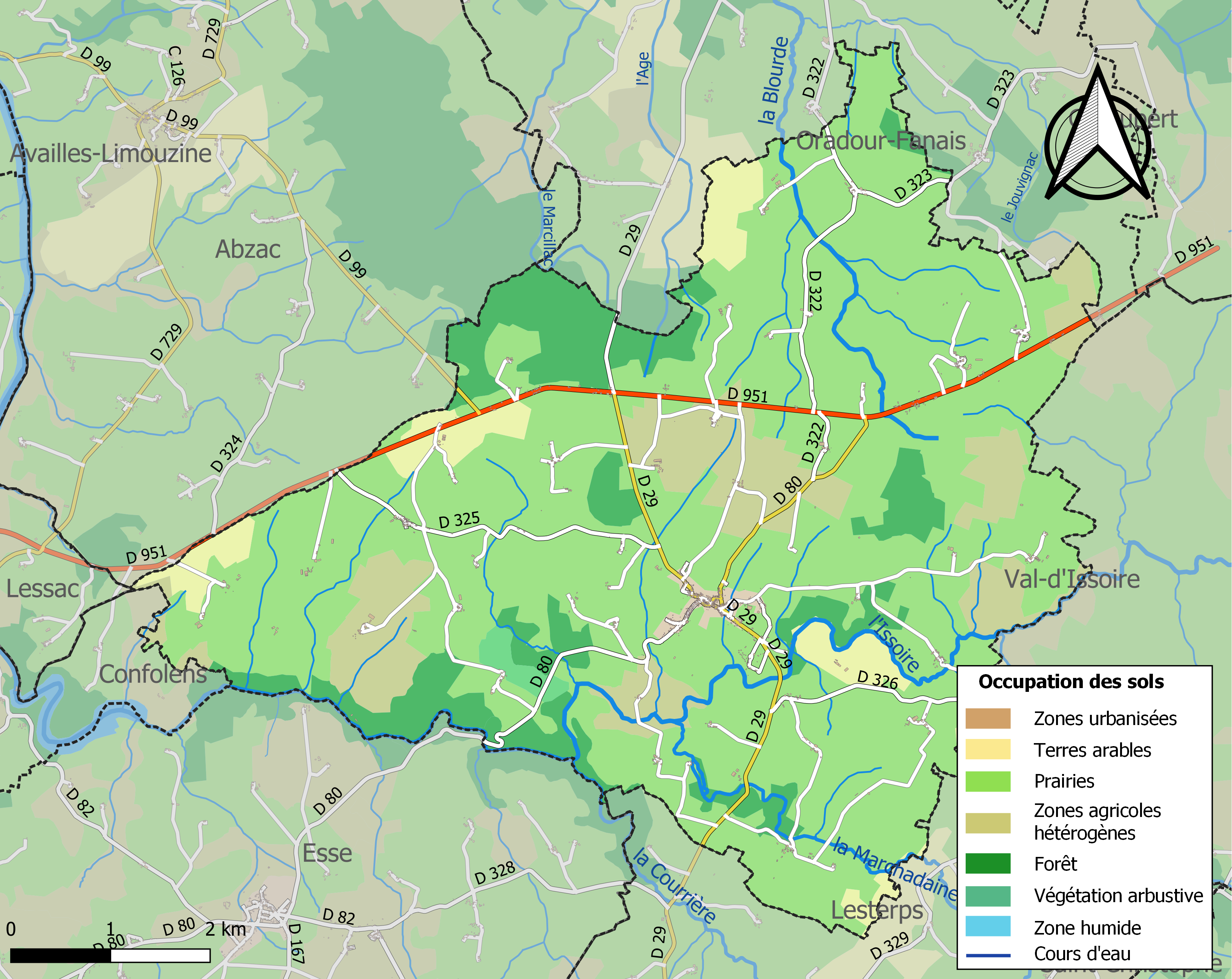
Carte des infrastructures et de l'occupation des sols de la commune en 2018 (CLC).

### Risques majeurs
Le territoire de la commune de Brillac est vulnérable à différents aléas naturels : météorologiques (tempête, orage, neige, grand froid, canicule ou sécheresse) et séisme (sismicité faible). Il est également exposé à un risque technologique, le transport de matières dangereuses, et à un risque particulier : le risque de radon. Un site publié par le BRGM permet d'évaluer simplement et rapidement les risques d'un bien localisé soit par son adresse soit par le numéro de sa parcelle.

#### Risques naturels

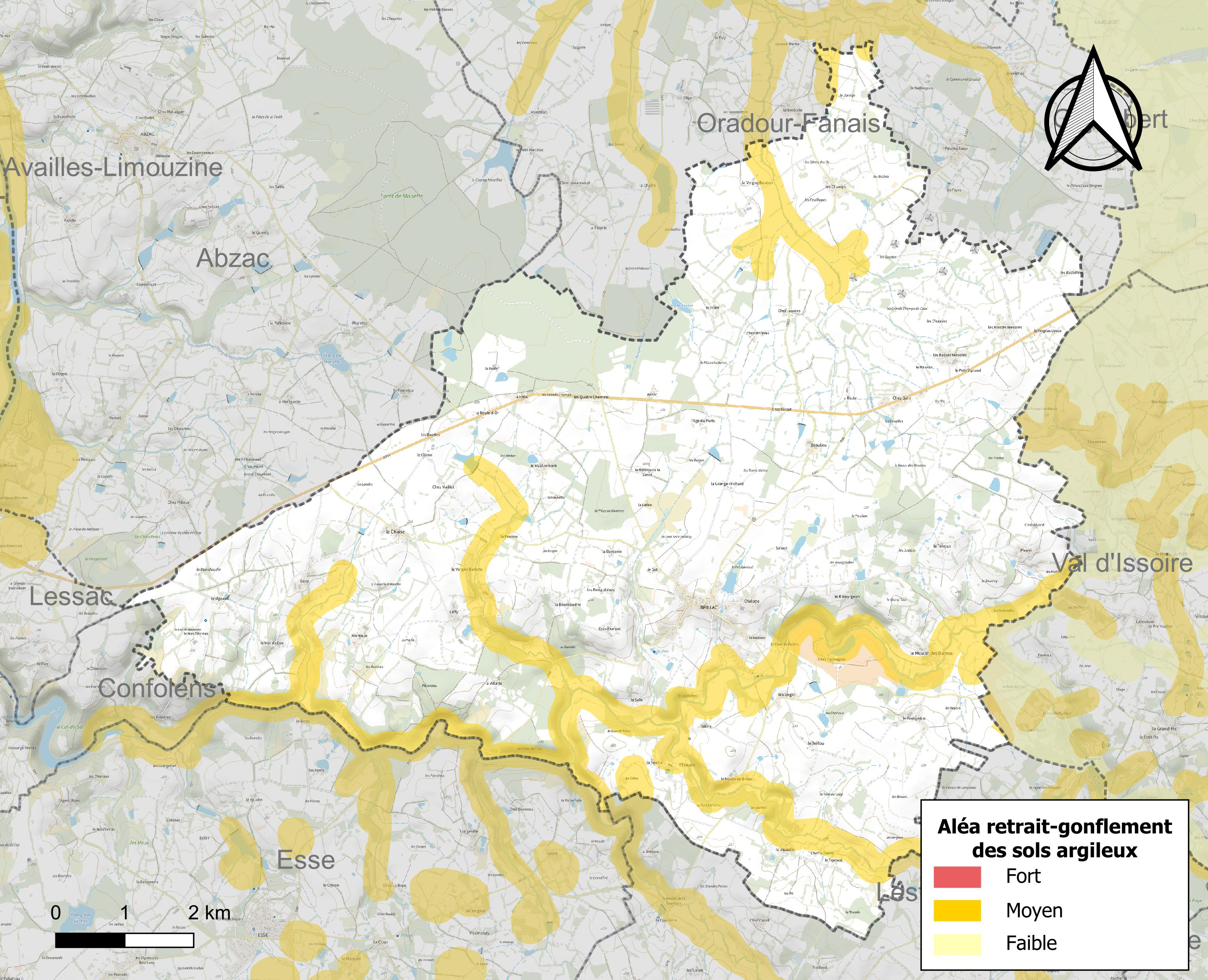
Carte des zones d'aléa retrait-gonflement des sols argileux de Brillac.

Le retrait-gonflement des sols argileux est susceptible d'engendrer des dommages importants aux bâtiments en cas d’alternance de périodes de sécheresse et de pluie. 14,6 % de la superficie communale est en aléa moyen ou fort (67,4 % au niveau départemental et 48,5 % au niveau national). Sur les 465 bâtiments dénombrés sur la commune en 2019, 30 sont en aléa moyen ou fort, soit 6 %, à comparer aux 81 % au niveau départemental et 54 % au niveau national. Une cartographie de l'exposition du territoire national au retrait gonflement des sols argileux est disponible sur le site du BRGM,.
Par ailleurs, afin de mieux appréhender le risque d’affaissement de terrain, l'inventaire national des cavités souterraines permet de localiser celles situées sur la commune.
La commune a été reconnue en état de catastrophe naturelle au titre des dommages causés par les inondations et coulées de boue survenues en 1982, 1983, 1993 et 1999. Concernant les mouvements de terrains, la commune a été reconnue en état de catastrophe naturelle au titre des dommages causés par des mouvements de terrain en 1999.

#### Risques technologiques
Le risque de transport de matières dangereuses sur la commune est lié à sa traversée par une ou des infrastructures routières ou ferroviaires importantes ou la présence d'une canalisation de transport d'hydrocarbures. Un accident se produisant sur de telles infrastructures est susceptible d’avoir des effets graves sur les biens, les personnes ou l'environnement, selon la nature du matériau transporté. Des dispositions d’urbanisme peuvent être préconisées en conséquence.

#### Risque particulier
Dans plusieurs parties du territoire national, le radon, accumulé dans certains logements ou autres locaux, peut constituer une source significative d’exposition de la population aux rayonnements ionisants. Certaines communes du département sont concernées par le risque radon à un niveau plus ou moins élevé. Selon la classification de 2018, la commune de Brillac est classée en zone 3, à savoir zone à potentiel radon significatif.

## Toponymie
Une forme ancienne est Brilhaco (non datée).
L'origine du nom de Brillac remonterait à un nom de personne gallo-roman Beryllius ou Beryllus, cognomen romain lui-même d'origine grecque, auquel est apposé le suffixe -acum, ce qui correspondrait au « domaine de Beryllius »,.
Brillac est située dans la partie occitane de la Charente qui en occupe le tiers oriental. Nommé Brilhac en dialecte limousin, on y  parlait un dialecte apparenté à l'Occitan, intermédiaire entre le limousin et la langue d'oil : le marchois (dialecte de la Marche).

## Histoire
Brillac était situé à un carrefour de deux anciennes voies romaines, peut-être d'origines pré-romaines : la voie de Bordeaux à Bourges par Angoulême et Argenton, orientée sud-ouest - nord-est et qui passait par Ambernac, Confolens et le pont Binot sur l'Issoire, et aussi la rue Ferrade au toponyme révélateur qui marque son arrivée dans le bourg, et une ancienne voie sud-nord Périgueux-Poitiers par Chassenon (gué de Gâtine au sud du bourg). Le pont Binot était aussi appelé pont du Diable. De construction romaine, il a subi plusieurs destructions mais a résisté au temps.
En 852 a lieu, non loin du pont Binot, la bataille de Brillac ou les Vikings auraient été arrêtés.
Entre le Xe et XVIIIe siècles, Brillac était le siège d'une viguerie, qui rendait la justice localement. Elle était alors dans le diocèse de Limoges, puis fut rattachée aux six autres du comté d'Angoulême, qui en comptera une vingtaine de par son extension au XIe siècle.

Carte de la Marche.

Après le XIVe siècle, Brillac est lié au comté de la Marche, territoire de transition entre l'Angoumois, le Poitou, le Limousin, le Berry, les ducs d'Aquitaine, et le royaume de France.
Au Moyen Âge, Brillac est un village fortifié. En son centre est édifié le Fort de Brillac. Le Fort était ceint de murailles, dont on peut encore retrouver quelques vestiges, et de douves. Il comprenait le château-fort, appelé couramment la Tour de Brillac sous l'autorité de plusieurs seigneurs consécutifs, l'église et quelques habitations. On y entrait par un pont-levis. Le château fut reconstruit, mais disparut en quasi-totalité à la Révolution, la loi du 13 pluviôse de l'an XI en ayant ordonné la démolition. Le Fort et le village fusionnèrent.
De nombreuses familles ont eu successivement la possession de Brillac.
Le premier seigneur connu est Joeffroy de Brillac vers 1191, puis en 1544, Clément de Brillac, curé de Brillac. En 1559, Jean de la Cassagne devient le seigneur. En 1633, le château appartenait à Paul de Rabaynes, seigneur d'Usson en Saintonge, dont la fille, Jeanne, épousa le seigneur de Saint-Nectaire, en Auvergne. Avant la Révolution, le maréchal Louis de Conflans (1711-1774) est propriétaire du Fort et seigneur de Brillac. Sa veuve et seconde épouse, Marie-Charlotte de Senneterre, née en 1750, petite-fille du maréchal Jean Charles de Saint-Nectaire, dame de Brillac, est condamnée à mort par le Tribunal révolutionnaire et exécutée le 8 thermidor an II (26 juillet 1794).
Du point de vue religieux, Brillac était réputé pour les cérémonies des ostensions, actuellement disparues, le village pouvait voir affluer de nombreux et lointains visiteurs. En témoignent les croix de chemins toujours visibles et rénovées.
Les Templiers avaient aussi fondé une petite commanderie à Aunac, à un kilomètre au nord-ouest du bourg, la commanderie Sainte-Trinité d'Aunac. Passée aux Hospitaliers et d'existence obscure, elle fut unie à celle de Champeaux (commune voisine de Gajoubert en Haute-Vienne). Elle a entièrement disparu à la Révolution.
Au XVIIe siècle, les foires de Brillac furent établies par le maréchal-duc de Sennetère. De grande envergure, elles étaient un événement important pour la vie économique du village. Elles appartiennent aujourd'hui au passé. Seul subsiste un marché local hebdomadaire.
Au village des Hautes Mesures, dans le nord de la commune, existait un couvent de Bénédictines, qui fut détruit par un incendie à la fin du XVIIe siècle. Les biens ont été concédés à l'abbaye de Ligueux, en Périgord, et ont été vendus pendant la Révolution.
Jusqu'au XXe siècle, la fête de la Sainte-Trinité se célèbre à l'église et fait l'objet d'une des plus importantes frairies du département.

## Administration
| Période                                  | Période  | Identité           | Étiquette | Qualité                                                                 |
| ---------------------------------------- | -------- | ------------------ | --------- | ----------------------------------------------------------------------- |
| 1935                                     | 1939     | Nehomme Henri      | PCF       | Conseiller général                                                      |
| 1944                                     | 1945     | Nehomme Henri      | PCF       |                                                                         |
| 1959                                     | 1977     | Peyraud Jean-Marie | DVD       | Médecin, conseiller général de Charente et régional de Poitou-Charentes |
| 1977                                     | 1993     | Lacouture Robert   | PCF       | Retraité                                                                |
| 1993                                     | 2001     | Barrier Christian  | PS        | Commerçant                                                              |
| 2001                                     | 2008     | Robert Gauthier    |           | Agriculteur                                                             |
| 2008                                     | En cours | Jacky Martineau    | SE-DVD    | Médecin                                                                 |
| Les données manquantes sont à compléter. |          |                    |           |                                                                         |

## Démographie

### Évolution démographique
L'évolution du nombre d'habitants est connue à travers les recensements de la population effectués dans la commune depuis 1793. Pour les communes de moins de 10 000 habitants, une enquête de recensement portant sur toute la population est réalisée tous les cinq ans, les populations de référence des années intermédiaires étant quant à elles estimées par interpolation ou extrapolation. Pour la commune, le premier recensement exhaustif entrant dans le cadre du nouveau dispositif a été réalisé en 2008.

En 2022, la commune comptait 607 habitants, en évolution de −7,89 % par rapport à 2016 (Charente : −0,48 %, France hors Mayotte : +2,11 %).
| 1793  | 1800  | 1806  | 1821  | 1831  | 1841  | 1846  | 1851  | 1856  |
| ----- | ----- | ----- | ----- | ----- | ----- | ----- | ----- | ----- |
| 1 630 | 1 130 | 1 507 | 1 354 | 1 598 | 1 629 | 1 680 | 1 665 | 1 638 |

| 1861  | 1866  | 1872  | 1876  | 1881  | 1886  | 1891  | 1896  | 1901  |
| ----- | ----- | ----- | ----- | ----- | ----- | ----- | ----- | ----- |
| 1 530 | 1 573 | 1 559 | 1 636 | 1 588 | 1 600 | 1 531 | 1 542 | 1 563 |

| 1906  | 1911  | 1921  | 1926  | 1931  | 1936  | 1946  | 1954  | 1962 |
| ----- | ----- | ----- | ----- | ----- | ----- | ----- | ----- | ---- |
| 1 596 | 1 537 | 1 318 | 1 328 | 1 205 | 1 162 | 1 092 | 1 057 | 953  |

| 1968 | 1975 | 1982 | 1990 | 1999 | 2006 | 2008 | 2013 | 2018 |
| ---- | ---- | ---- | ---- | ---- | ---- | ---- | ---- | ---- |
| 881  | 786  | 679  | 613  | 664  | 650  | 647  | 671  | 618  |

| 2022 | - | - | - | - | - | - | - | - |
| ---- | - | - | - | - | - | - | - | - |
| 607  | - | - | - | - | - | - | - | - |

### Pyramide des âges
La population de la commune est relativement âgée.
En 2018, le taux de personnes d'un âge inférieur à 30 ans s'élève à 27,7 %, soit en dessous de la moyenne départementale (30,2 %). À l'inverse, le taux de personnes d'âge supérieur à 60 ans est de 40,1 % la même année, alors qu'il est de 32,3 % au niveau départemental.
En 2018, la commune comptait 298 hommes pour 320 femmes, soit un taux de 51,78 % de femmes, légèrement supérieur au taux départemental (51,59 %).
Les pyramides des âges de la commune et du département s'établissent comme suit.
| Hommes | Classe d’âge | Femmes |
| ------ | ------------ | ------ |
| 2,7    | 90 ou +      | 4,1    |
| 12,4   | 75-89 ans    | 15,9   |
| 22,5   | 60-74 ans    | 22,5   |
| 20,5   | 45-59 ans    | 18,4   |
| 12,8   | 30-44 ans    | 12,8   |
| 11,4   | 15-29 ans    | 10,9   |
| 17,8   | 0-14 ans     | 15,3   |

| Hommes | Classe d’âge | Femmes |
| ------ | ------------ | ------ |
| 1      | 90 ou +      | 2,7    |
| 9,2    | 75-89 ans    | 12     |
| 20,6   | 60-74 ans    | 21,3   |
| 20,7   | 45-59 ans    | 20,3   |
| 16,8   | 30-44 ans    | 16     |
| 15,6   | 15-29 ans    | 13,4   |
| 16,1   | 0-14 ans     | 14,3   |

## Économie
La commune dispose des liens économiques essentiels, le commerce, le tourisme et l'industrie. Le tourisme reste toutefois un lien économique primordial pour la commune.

### Industrie
Elle dispose d'une usine basée non loin du centre du bourg qui fournit un travail à base de mousse synthétique utilisée pour les matelas, coussins... Elle crée aussi des nappes, et rénove nombre d'accessoires sur demande.
Un complexe éolien au nord-est de la commune en association avec la commune voisine d'Oradour-Fanais devrait voir le jour en 2014.

### Tourisme
Brillac accueille beaucoup de personnes principalement lors des périodes estivales. Grâce à son « village de vacances » dans la vallée de l'Issoire, au pied du bourg, il permet d'offrir un lieu d'hébergement aux touristes venus tout au long de l'année découvrir le Confolentais, entre autres le Festival de Confolens, ou de faire bénéficier les habitants, s'ils le désirent, d'un point d'hébergement pour loger leurs invités,.
Il est composé de 18 chalets récents basés proche de la piscine, du stade municipal, d'un terrain de tennis et un de pétanque mais aussi d'une salle des fêtes. Le village de vacances apporte une dynamique autant sur le plan financier qu'humain et permet le mélange des cultures entre habitants et touristes.
Un gîte d'étape anglophone est installé au lieu-dit le Vignaud, le long de la D 951.
Deux points de restauration sont installés en dehors du bourg sur la D 951 aux lieux-dits "la Chaise" et "chez Desset".

### Commerces

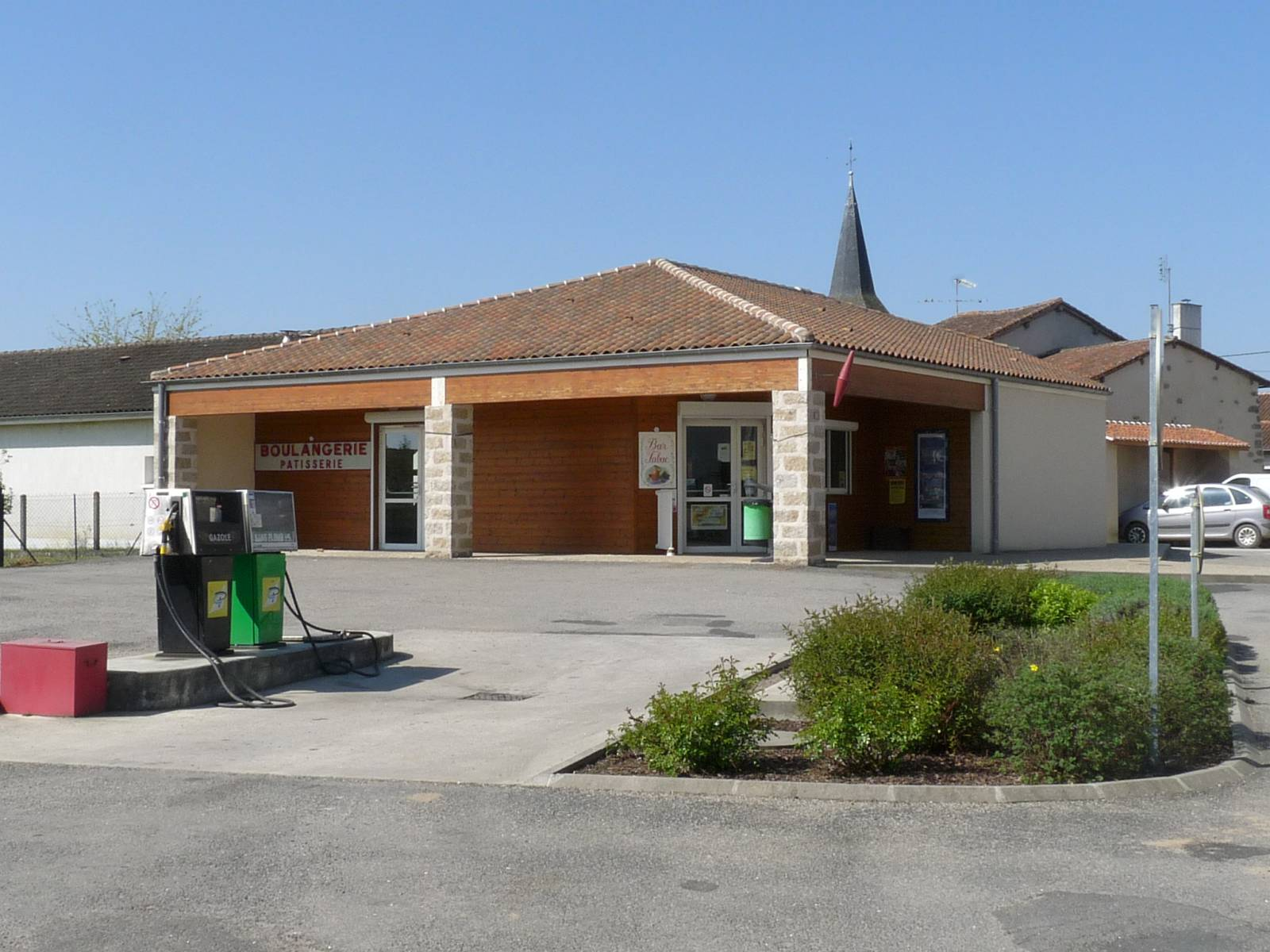
Multiple rural.

La commune dispose d'un  multiple rural, d'une épicerie, un magasin agricole, une ferme pédagogique bio, un restaurant et un snack, un marché hebdomadaire, commerçants ambulants.
Le multiple rural est composé d'une boulangerie-pâtisserie, vente d'épicerie fine, et d'un bar-tabac-presse, complété d'une station service, un dépôt de gaz, rayon boucherie. Occasionnellement dépôt de pain a lieu lors des fermetures de la boulangerie, ainsi qu'une vente de plantes vertes et rayon bazar.
L'épicerie propose sur plusieurs rayons les produits d'alimentation générale et également un dépôt de pain.
Un magasin agricole ouvre ses portes au printemps 2014 au centre du bourg, offrant un commerce de détail de fleurs, plants, semences, engrais, nutrition animale, bois de chauffage, clôture, vêtements de travail, etc.
Une ferme pédagogique spécialisée dans le maraîchage biologique propose la vente de ses produits directement a la ferme, sur les marchés ou en livraison à domicile. Des stages sont organisés pour y découvrir l’agriculture raisonnée et la traction animale.
Un restaurant est présent sur la commune au lieu-dit chez Desset le long de la D 951 ainsi qu'un snack au lieu-dit les Quatre Chemins.
Le marché hebdomadaire, se tient tous les mardis matin sur la place principale de la commune face à la mairie.

### Artisanat
Le village compte encore plusieurs entreprises installées sur son territoire :
- services à la personne : coiffeuse, aide  à domicile
- dans le bâtiment : électricien-plombier et menuisier
- dans la mécanique : garagiste
- dans l'agriculture : paysagiste, plusieurs fermes (élevages ovins bovins, maraîchage, culture céréalière)
- et dans d'autres domaines : peintre-décorateur, restaurateur de tableaux.

## Équipements, services et vie locale
La commune de Brillac classée 3e du canton pour ses services, dispose encore de nombreuses prestations de proximité.

### Santé

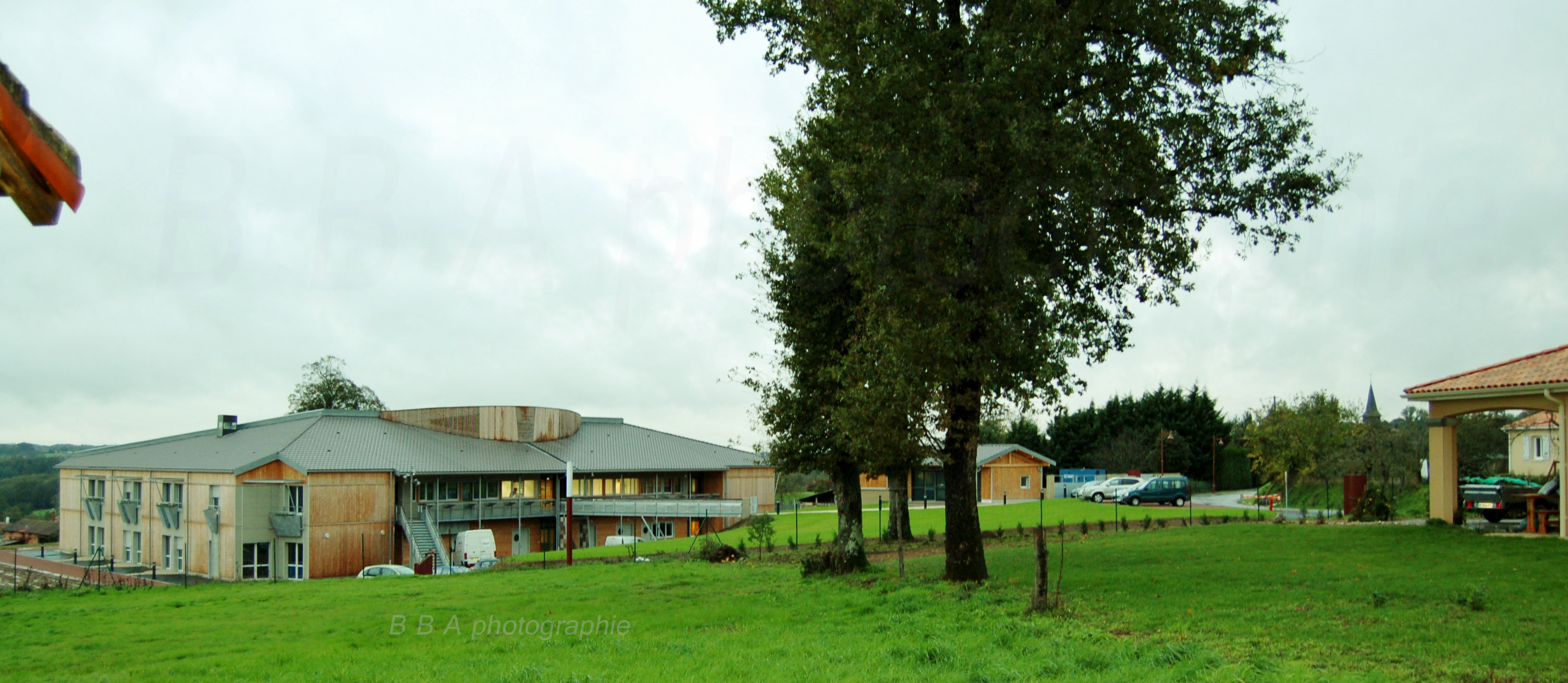
Maison de retraite (EHPAD).

Les services de santé sont établis dans le bourg depuis plusieurs décennies, et comportent un médecin généraliste, une pharmacie, une maison de retraite. L'hôpital et autres spécialistes sont à Confolens.
Depuis 2012, un nouveau centre d'accueil des personnes âgées dépendantes est ouvert sur les hauteurs de la commune au lieu-dit Chalotte. Cet établissement d'hébergement pour personnes âgées dépendantes (EHPAD) permet d'accueillir quarante résidents, augmentant ainsi le dynamisme de la commune et souligne l'engagement sur la santé. Il est doté d'une zone de restauration ouverte aux résidents de l'établissement et aux enfants de  l'école communale permettant de créer un lien entre deux générations.

### Services publics
La commune dispose d'une bibliothèque municipale, d'une banque postale ou bureau de poste, d'une salle polyvalente et d'une salle des fêtes.
Une ancienne habitation en rénovation donne naissance à la nouvelle mairie en 2009, avec  un hall d'accueil, le bureau du maire, la salle de conseil et salle des mariages (et expositions). Elle reste accessible aux personnes à mobilité réduite.
La bibliothèque est ouverte plusieurs jours par semaine et pendant les vacances scolaires. Elle bénéficie de plusieurs salles de lecture pour tous âges et d'un accès internet.
La banque postale est ouverte du lundi au samedi.
La salle polyvalente (fêtes, expositions, réunions, cérémonies, etc.) est située au centre du bourg. Elle  peut accueillir de petits évènements (moins de 100 personnes) et dispose d'une cuisine, un grand cellier, de double WC et d'une cour extérieure ceinturée de murs et jardins.
La salle des fêtes est située en dehors du village sur le site du Recloux. D'une plus grande capacité d’accueil, elle dispose d'une cuisine, un bar, de WC extérieurs, d'une vue dégagée sur la vallée de l'Issoire et les équipements du village de vacances. La présence des gîtes à proximité est appréciée.

### Enseignement
L'école publique comporte deux classes de maternelle. Elle fait partie d'un regroupement pédagogique intercommunal (RPI) regroupant les écoles des communes de Brillac et d'Oradour-Fanais pour la maternelle, d'Abzac, Lesterps et Lessac pour l'élémentaire. Ce RPI s'appelle Boreall. Le secteur du collège est Confolens,.

### Animation et vie locale
La commune est située en milieu rural mais dispose des services de proximité assurés par le service public, l'artisanat, le commerce de proximité, les services de santé, l'enseignement, le tourisme et les associations.
Un marché hebdomadaire, tous les mardis, se tient sur la place du champ de foire au niveau de la bascule "poids public" avec plusieurs commerces ambulants.
Le tissu associatif est encore bien présent sur la commune avec les clubs de gymnastique, du club de foot, du comité des fêtes, de l'association des parents d'élèves, de chasse, du troisième âge et des anciens combattants. Plusieurs animations sont proposées tels que la Fête de la musique, le feu de la Saint-Jean, la fête de Noël, les soirées théâtre, les nuits romanes ou  encore le vide-grenier d'été, les lotos, concours de belote, et les commémorations des guerres mondiales.
L'animation est la vie locale du village dépend principalement du tourisme. Au sein d'un site classé site naturel d’intérêt faunistique et floristique (Natura 2000) il dispose de nombreux sentiers de randonnées.
Depuis des années la commune rénove son patrimoine avec des programmes de valorisation (réaménagement du bourg, réhabilitation de bâtiments, installation de points d'informations culturels, etc.). Elle tente de lutter contre la désertification des zones rurales à travers l'installation de nouveaux services (multiple rural, EHPAD, commerce, etc.) et la conservation des services en place (commerces, santé, artisanat, culture et divertissement).

## Lieux et monuments

### Patrimoine religieux

#### Église Saint-Pierre
L'église paroissiale Saint-Pierre est située au centre du bourg. De style gothique, elle date de la fin du XIIe siècle, début du XIIIe.
Elle est inscrite monument historique depuis 2001.

#### Ancienne commanderie d'Aunac
Située au hameau d'Aunac, il ne reste que peu de vestiges de cette ancienne petite commanderie templière.

#### Prieuré Saint-Marc
Situé dans un hameau à l'est de la commune, les Hautes Mesures, son origine est inconnue. Il était entouré d'anciens jardins et d'un ancien cimetière. Ce couvent comptait au XIIe siècle près de 100 religieuses, et était membre du diocèse de Périgueux (Ligueux, Dordogne).
Au XVIIe siècle il fut déserté par ses professes dont deux sont connues : Suzanne et Marie Beaupoil.
Lors d'un incendie à la fin du XVIIe siècle, une grande partie du village et l'église furent détruits, celle-ci sera reconstruite sur une surface moindre.
Pour concentrer le culte dans l'église Saint-Pierre, il ferma au XVIIIe siècle. Un mois après sa fermeture, le bois de l'autel et de la cloche qui sera refondue, sont transférés dans l'église de Brillac sur demande des habitants.
Seul témoignage de cet édifice, une ferme présente sur le site a conservé la baie couverte en plein-cintre et les peintures de l'ancienne église.

#### Presbytère
Le presbytère est un bâtiment transformé au XIXe siècle "P. Boulanger ". Il témoigne encore une fois du riche passé religieux du village. Situé en face de l'ancien couvent, longeant la rue qui les sépare et ceint de murs, il reste aujourd'hui imposant.
Il est désormais divisé intérieurement avec la bibliothèque, la salle polyvalente et des habitations.

#### Couvent
Le couvent semble dater de l'époque du château, il est aujourd'hui logement privé depuis le début du XXe siècle.
Il possédait une chapelle transformée en maison commune après la Révolution. La chapelle Sainte-Anne a été encore un des nombreux lieux religieux dispersés dans toute la commune.
Seul vestige de son passé, une cave voûtée.

#### Monuments aux morts
Il fut construit par l'entreprise Rombaux-Roland en 1922. En forme de stèle, il est sculpté au pied par deux épées se croisant dans une couronne de laurier et une branche d'olivier. Sur la face ouest, sont gravés les noms des morts de la Première Guerre mondiale. Ceux de la Seconde Guerre mondiale sont inscrits sur une plaque au pied de la stèle. Un hommage leur est rendu lors d'une cérémonie le 11 novembre.

#### Tombeaux  d'aviateurs des Forces aériennes canadiennes
Lors de la Seconde Guerre mondiale, le crash d'un avion des Forces aériennes canadiennes en mission dans le secteur survient au nord de la commune. Le 23 juillet 1944, l'avion parti de Fairford, équipé pour le parachutage, le ravitaillement et le transport des troupes, s'écrase au lieu-dit Pleuvi tuant les six membres d'équipage. Âgés pour la plupart d'une vingtaine d'années, ils étaient venus intervenir dans le secteur de Montrollet pour une mission inconnue. L'équipage est enterré au cimetière de Brillac où un honneur leur est rendu à chaque commémoration.

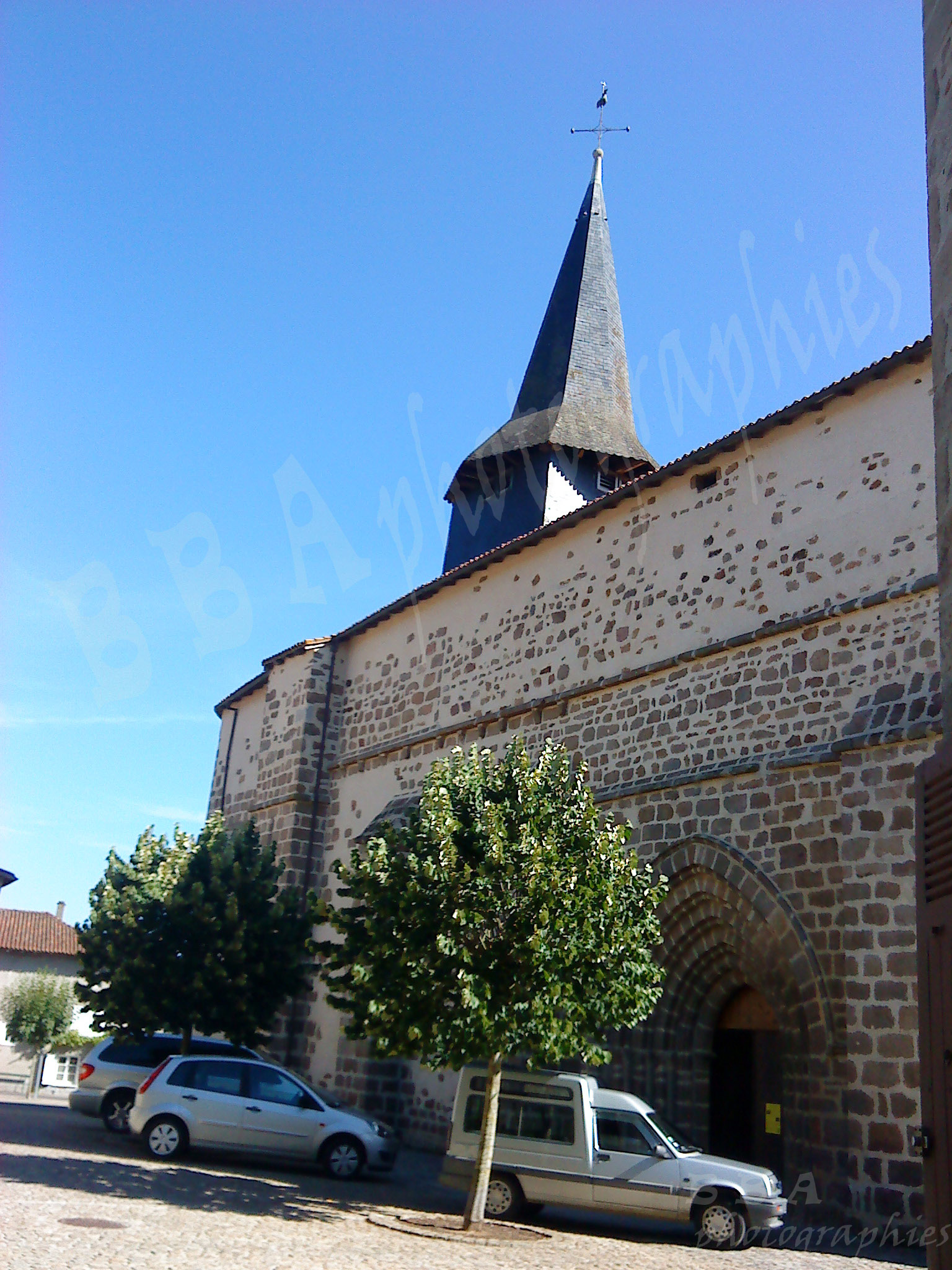
L'église Saint-Pierre.
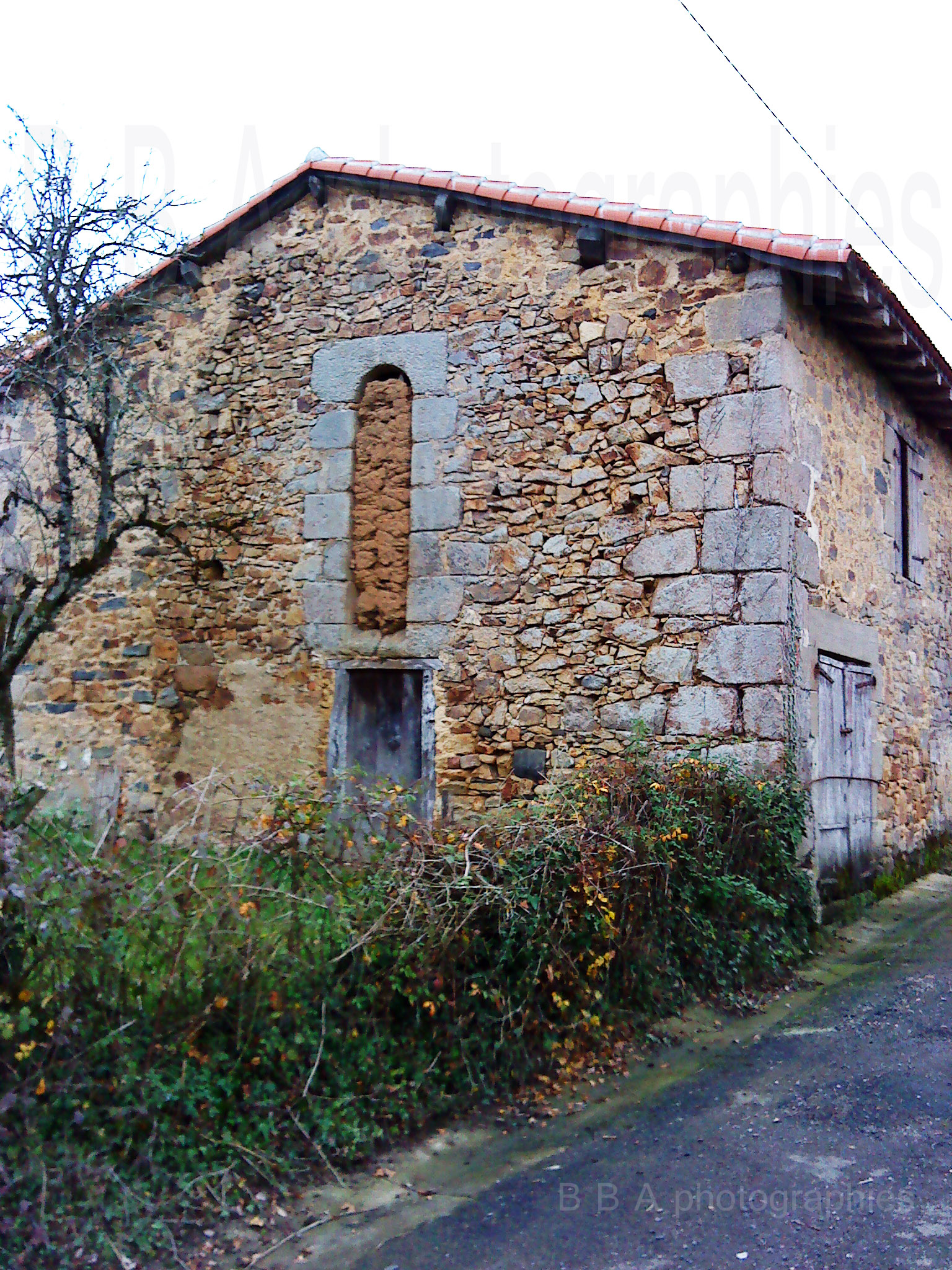
Prieuré Saint Marc.

### Patrimoine civil

#### Fort de Brillac

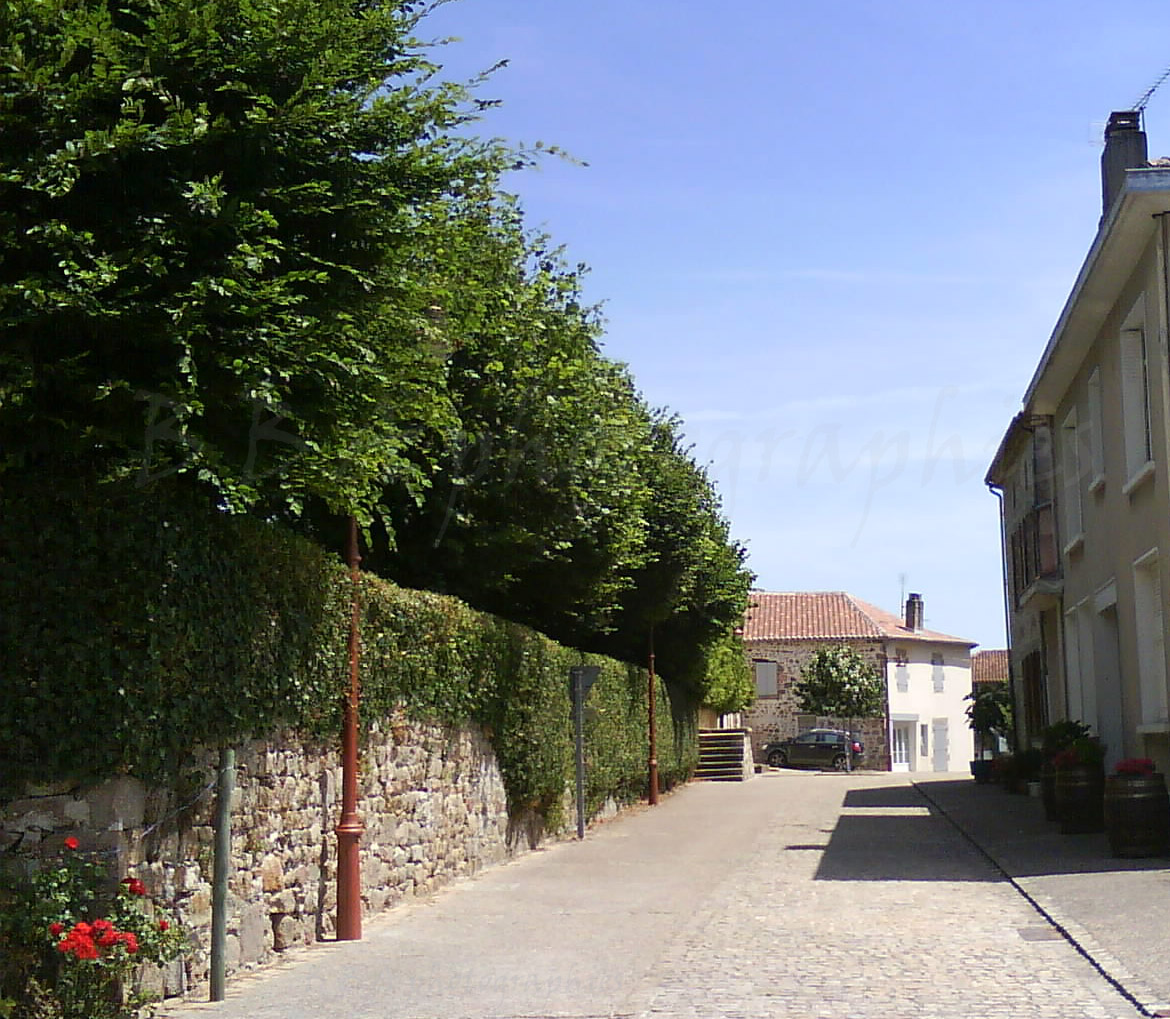
Enceinte sud du château de Brillac.

Le Fort, situé au centre du noyau fortifié de Brillac, était composé du château (au nord), de la place publique et de l'église (au centre), et de quelques maisons autour de l'église (au sud et à l'ouest). On y rentrait par un pont-levis situé au nord. L'enceinte était constituée de murs et entourée de douves. On y accédait par le nord via un pont-levis et des portes.

#### Logis de Brillac

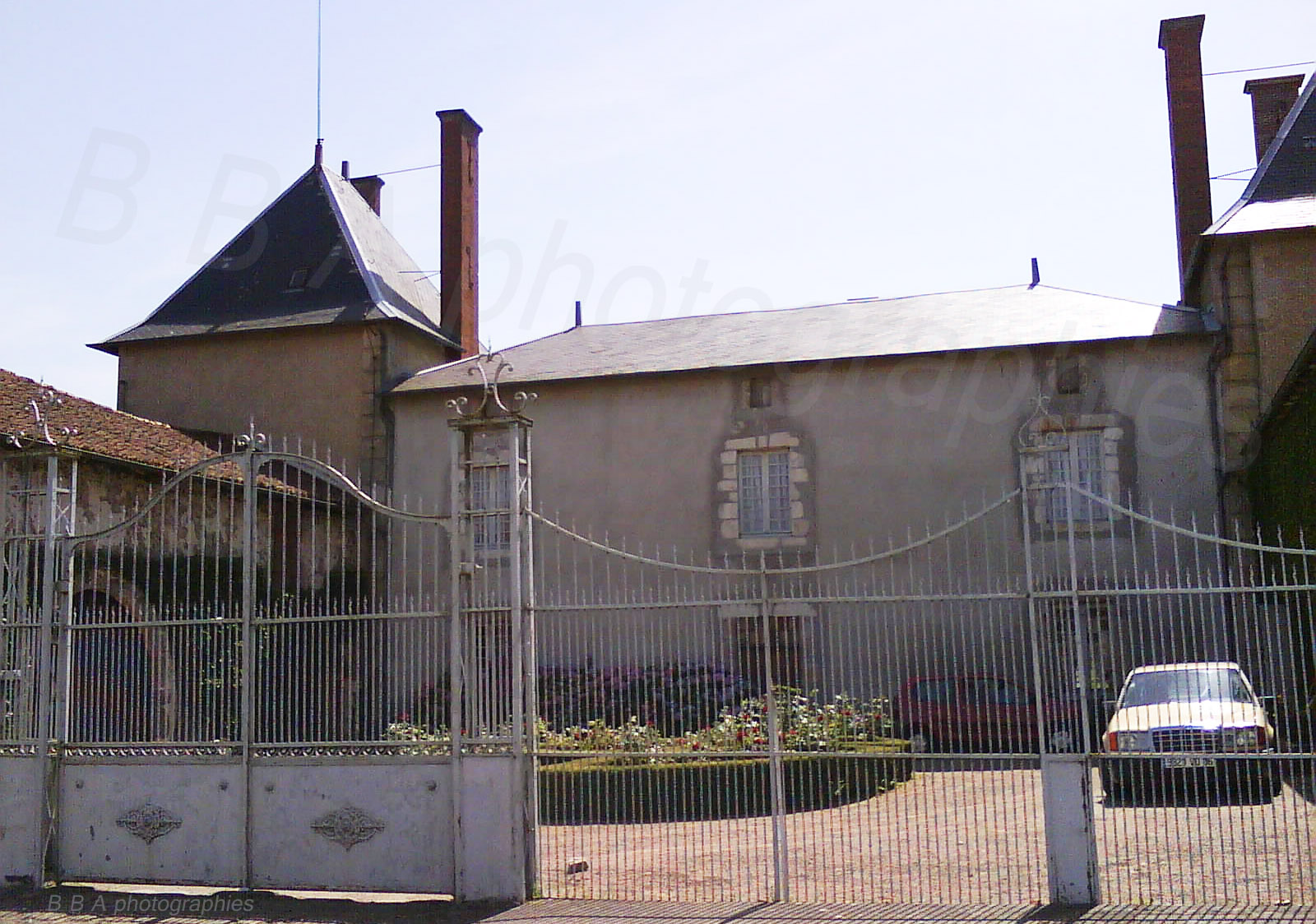
Logis de Brillac.

Le logis de Brillac, manoir construit vers 1630, a la particularité d'avoir appartenu à la même famille, la famille Peyraud. Celle-ci est originaire de Busserolles en Périgord, et le premier ancêtre connu est Jean Peyraud, né en 1644.
Ce manoir se situe dans le bourg où il s'impose aux autres habitations qui l'entourent.
Derrière un grand portail, il est composé d'un bâtiment central encadré de deux pavillons coiffés en pyramide, reconstruits au XIXe siècle, et de communs dont la construction est plus ancienne (1630, date à peine visible au-dessus d'une porte en plein cintre donnant accès à un bâtiment de ferme).

#### Logis du Fourgnoux
Le logis du Fourgnoux, localisé à l'est du bourg, pourrait dater de 1737, date inscrite sur le linteau de la porte d'entrée. Il est composé d'un bâtiment central et de dépendances encadrant une cour.
Il a appartenu à la famille Vars[réf. nécessaire].
La famille Peyraud l'a achetée en 1896 à Pierre Auguste Renouard, ancien juge de paix.
Sur les bâtiments figurent une deuxième inscription gravée (1868) et un écusson rouge avec trois cœurs pouvant être le blason de la famille Vars ou Renouard.
Ce manoir a été restauré à la fin du XXe siècle. La famille Peyraud l'habite toujours.

#### Fontaine Gaillard

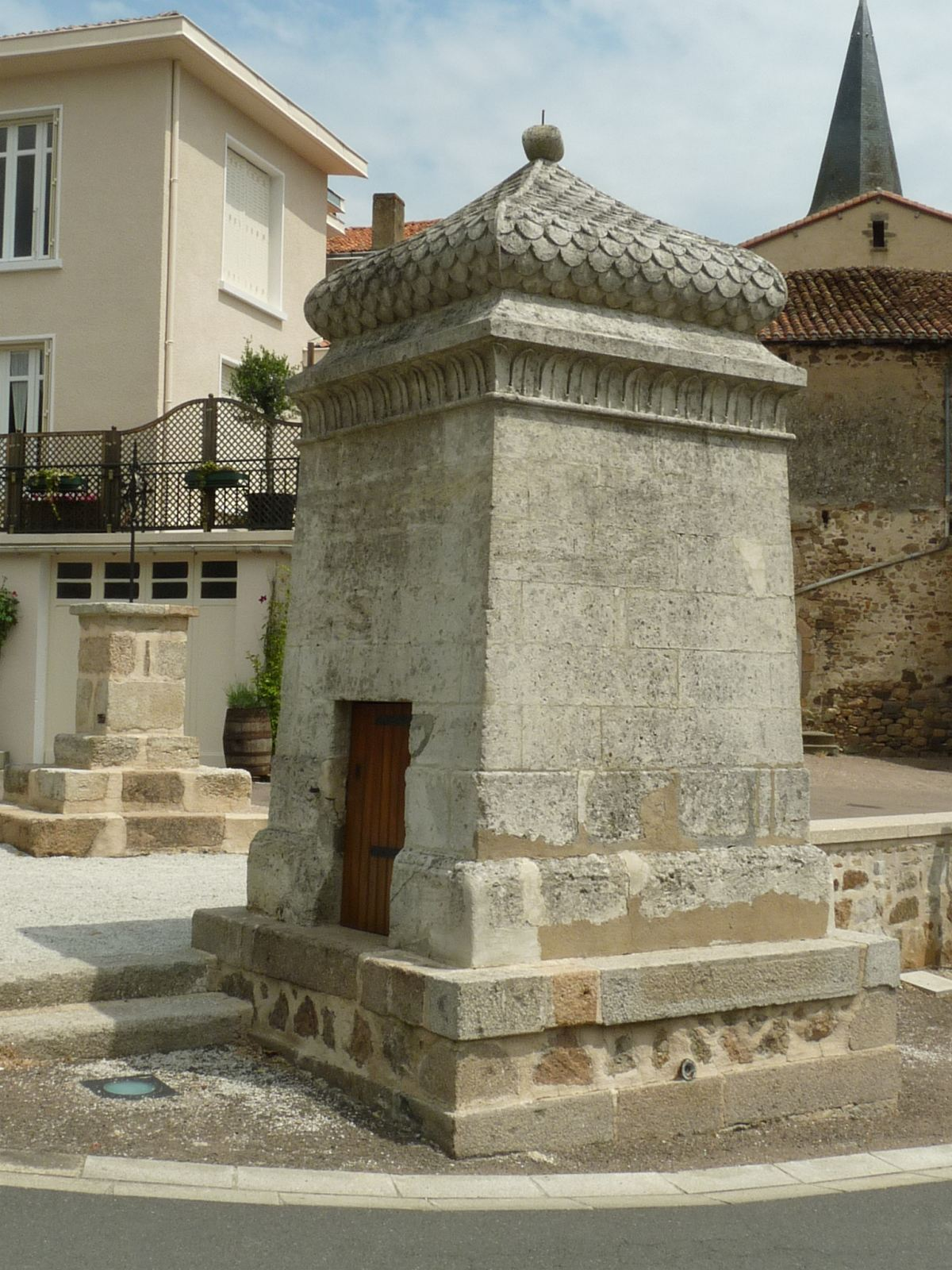
La fontaine Gaillard.

La fontaine Gaillard est située non loin de l'église, face à la rue Ferrade, ancienne voie romaine.
Son origine reste un mystère car aucune source ne permet de savoir son histoire. Elle pourrait dater du début du XXe siècle ou pourrait être bien antérieure.
Celle-ci appartiendrait au genre mauresque, et présente un travail de sculpture dans une roche calcaire. Elle est composée d'un plan carré surmonté d'un entablement avec frise végétale et d'un toit en bulbe imitant des ardoises.
Cette fontaine monumentale a été restaurée vers 2005 lors des travaux d'embellissement du village.

#### Rue Ferrade

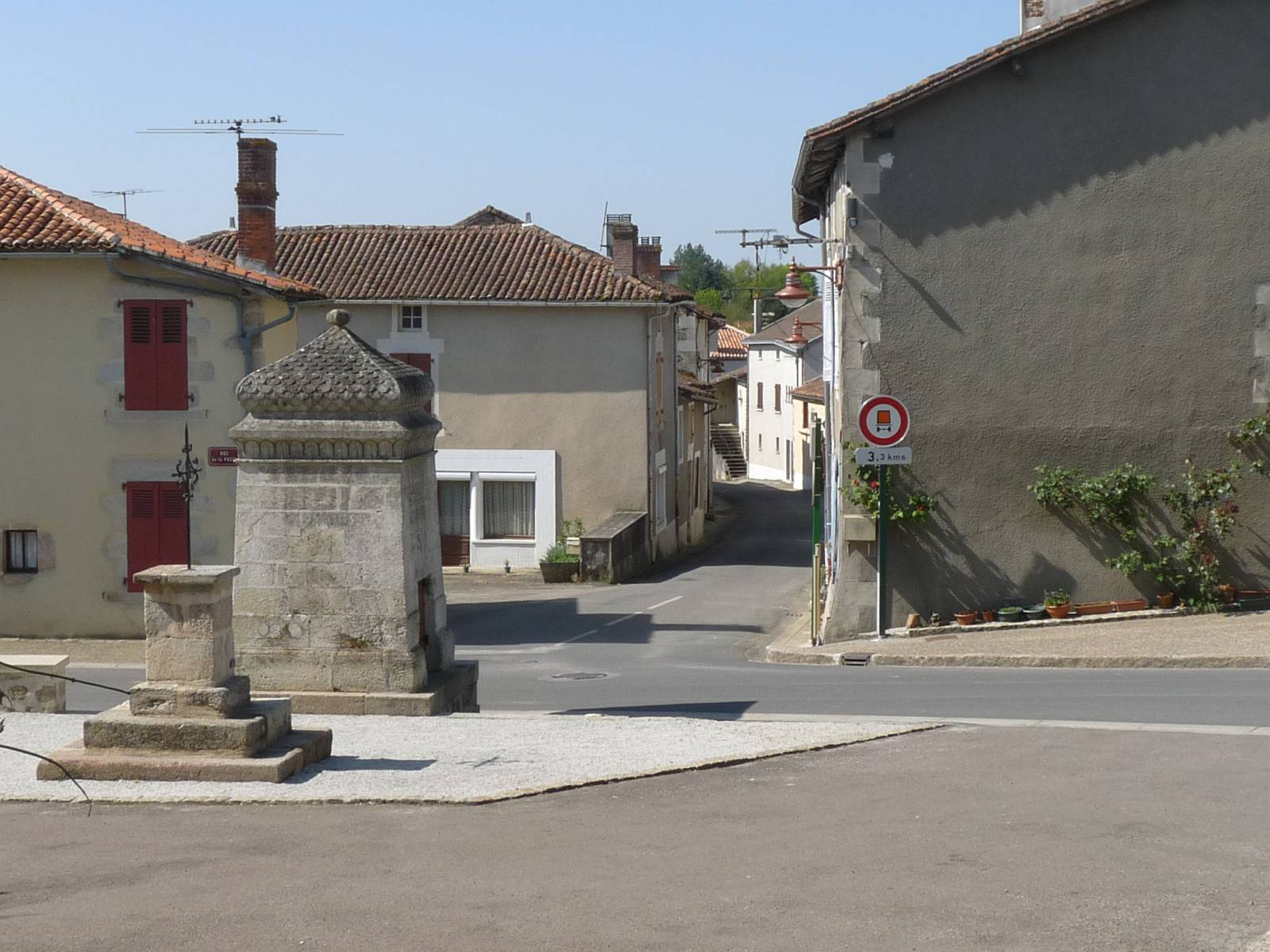
La rue Ferrade, face à la fontaine Gaillard.

La rue Ferrade serait à l'origine une ancienne voie romaine, et donc la première rue du village à avoir été construite.
Édifiée sur l'axe romain d'Angoulême à Bourges passant par le pont Binot la reliant à Esse et Confolens, elle serait l'entrée d'un possible centre romain ou castrum basé à Brillac.
Rue étroite et légèrement pentue, elle se distingue par ses maisons ornées de petits balcons.

#### Pont Binot

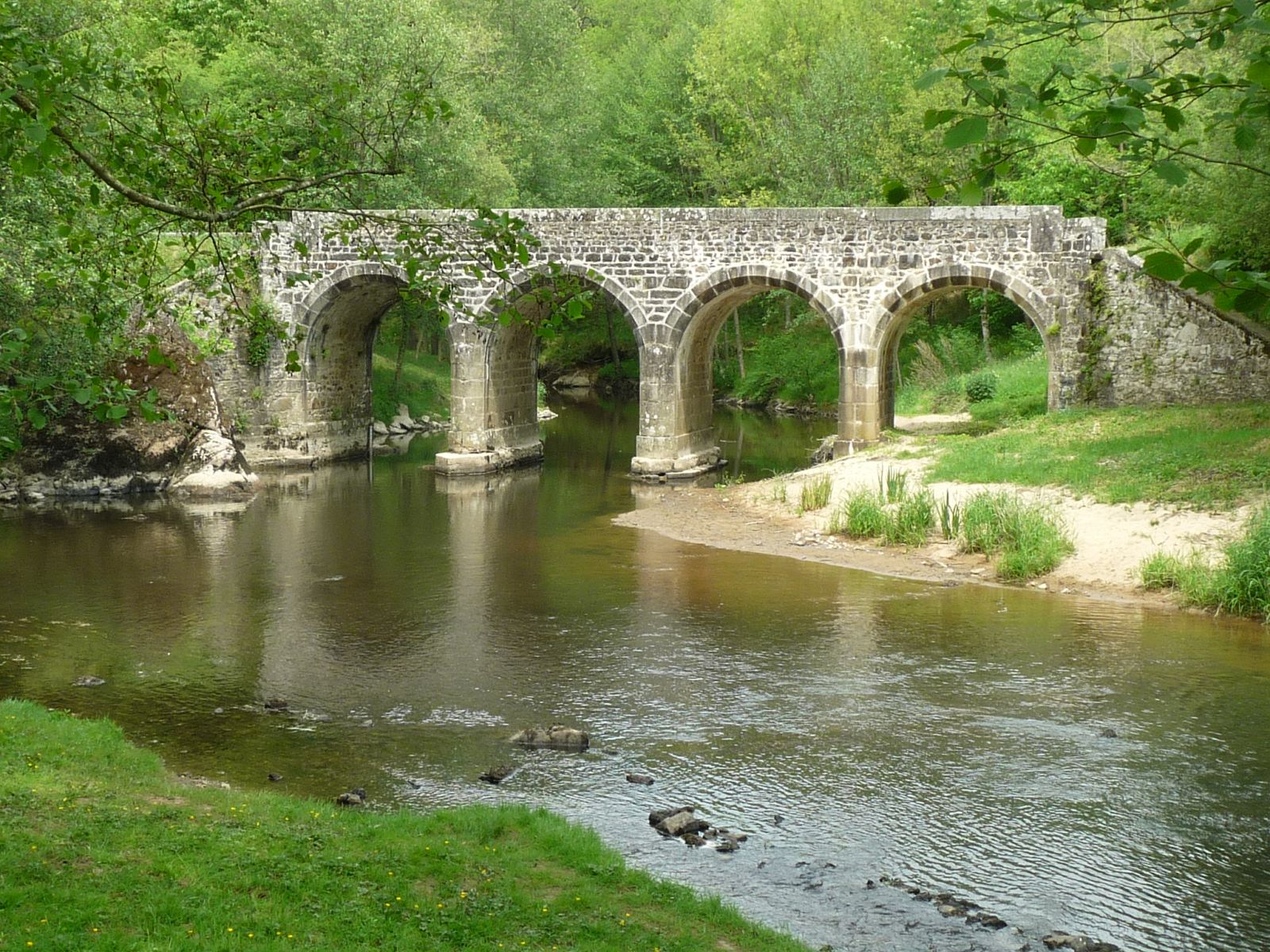
Le pont Binot.

Le pont Binnot (ou Binot) enjambe l'Issoire, rivière provenant du proche Limousin, se dresse un pont au nom très particulier et ne serait pas l'ouvrage de l'homme.
Appelé aussi le pont Biscot ou Bicot, voire Birot au XIXe siècle, il continue à être surnommé le pont du Diable. Il est en limite de la commune avec Esse.
D'origine romaine, il était sur le tracé d'une importante voie romaine reliant Angoulême et Saintes à Bourges par Argenton-sur-Creuse, la voie Ferrade, donnant son nom à une rue du bourg. À cette époque le pont était construit en dos d'âne.
Il aurait ensuite en grande partie disparu mais conservé la première assise. Pour traverser l'Issoire, les habitants de l'époque reconstruire un nouveau pont avec les mêmes pierres romaines, pour permettre le passage des charrettes, des tombereaux et des diligences.
Démolis à plusieurs reprises par « le Diable » selon la légende, les ruines d'une ancienne abbaye de Lesterps, (commune voisine), servirent aux villageois pour reconstruire le Pont. Les pierres bénies de son monument auraient ainsi protégé l'ouvrage de l'esprit maléfique.
Réparé et reconstruit à différentes époques, dont au minimum deux fois au XIXe siècle (1828, 1853) il serait situé, à l'endroit où les Vikings auraient été arrêtés par Chilméric II, Ramnulf 1er de Poitou et Ragenold d'Elbauges le 4 novembre 852.
Selon une légende locale, le Diable, qui avait élu domicile près de l'Issoire, aimant entendre le calme des flots, n'aurait pas apprécié le dérangement fait par le passage des charrettes. Il aurait alors empêché la reconstruction du pont par les villageois et démoli chaque soir le travail fourni dans la journée. Surgissant des zones obscures il aurait traversé à vive allure, toutes les nuits le pont à l'aide de son imposant char tiré par deux gros animaux démolissant ainsi l'ouvrage. N'ayant pas réussi à empêcher la construction de celui-ci grâce aux pierres bénies et aux nombreuses prières et processions, il serait désormais assis sur les rives de l'Issoire transformé en gros rocher au dos rond. La plus probable réalité est que celui-ci fut démoli chaque soir par des êtres villageois malveillants. Victime de ses multiples démolitions il n'aurait subsisté jusqu'au début du XIXe siècle qu'une seule arche.

#### Moulin des Dames
Le Moulin des Dames est situé en dehors du village et compte parmi les nombreux hameaux qui lui appartiennent. Il reste célèbre pour deux raisons différentes. Comme son nom l'indique, il fut célèbre pour son moulin, mais aussi non pas pour ses dames mais apparemment pour ses damnés.
Le moulin daterait de la fin du XVIIIe siècle voire début du XIXe siècle. Restauré à la fin du XXe siècle, il était longé par un canal alimenté par l'Issoire qui aujourd'hui n'est plus en service.
Il aurait appartenu au prieuré des Hautes Mesures cité plus haut. Une légende veut que ce nom fasse référence à des damnés qui étaient envoyés dans ce hameau.

#### Puits Mélize
Le puits Mélize a lui aussi ses propres légendes.
Selon la première, Mélize, un berger, gardait son troupeau dans un pré et entendit son père lui parler. Pour lui répondre il planta son bâton dans le sol afin de libérer ses mains et se boucher les oreilles pour pouvoir se faire entendre de loin à la manière des paysans. Quand il retira son bâton une source jaillit.
Selon une seconde légende, Mélize fit jaillir cette source pour abreuver son troupeau lors d'une grande sécheresse.
Cette scène fut représentée par un tableau situé dans l'église qui a brûlé à la fin du XXe siècle.
Sur les six dévotions pratiquées à Brillac lors de la Trinité, deux passaient par cette fontaine. L'une devait permettre d'obtenir de la pluie par temps de sécheresse. Le prêtre trempait la croix dans l'eau de la fontaine et donner l'aspersion avec le feuillage.
Les autres processions qui s'y déroulaient devaient guérir nombres de maux. Pour les fièvres, l'insomnie, la peur et les convulsions infantiles, il fallait s'y baigner; pour les autres, il fallait laver les parties malades et boire de l'eau de la fontaine. Ces pratiques ont disparu vers le milieu du XXe siècle.

### Patrimoine environnemental

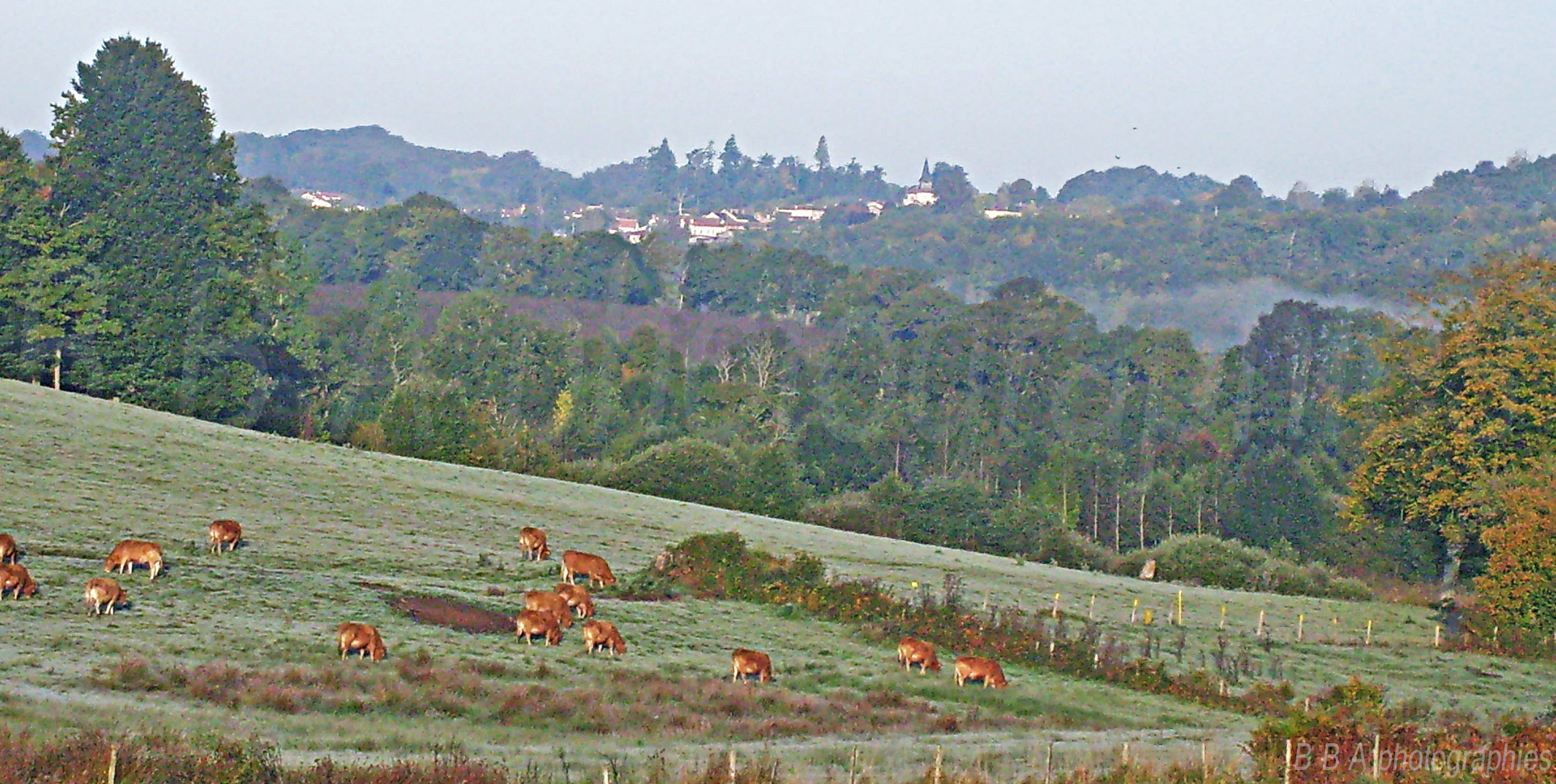
Le bourg de Brillac surplombant la vallée de L'Issoire

La vallée de l'Issoire découpe en vallons les premiers contreforts du Massif central dont le plateau de Brillac, cette courte rivière venant des tout proches monts de Blond (Haute-Vienne), arrose une petite vallée étroite, sinueuse et verdoyante.
Classé zone Natura 2000 en 2005, elle témoigne de la richesse floristique et faunistique de la commune.
Hébergeant de nombreuses espèces dans les entailles des rochers qu'elle a creusées, elle offre à celles-ci un excellent refuge.
Lézardant dans ce paysage, elle propose à Brillac un panorama vallonné et ouvert sur de nombreux bois et collines pentues où vaches limousines et moutons entretiennent cet espace. Rejointe par de nombreux petits cours d'eau et sources, elle sillonne les hameaux où les moulins profitaient de son courant.

## Personnalités liées à la commune
- La famille des seigneurs de Brillac et de Saint-Germain, propriétaires du château-fort qui succéda à un établissement gallo-romain, a marqué par toutes ses constructions le patrimoine communal. Elle dut démanteler le château à la suite de son engagement avec les protestants de Saintonge (le sire de Pons et de Montendre). Rapidement reconstruit mais dans un état délabré lors de la Révolution de 1789, il fut vendu comme carrière, la lignée des seigneurs de Brilhac étant éteinte[65].
- Le docteur Jean-Marie Peyraud (son nom usuel, bien que, comme la plupart des aînés de la famille il eut comme premier prénom celui de Joseph), conseiller général de la Charente et régional de Poitou-Charentes, 43 ans d'activité[66], président de la caisse d’allocations familiales de Charente, et médecin  dans la commune. Resté 24 ans maire du village, il a créé la maternelle, la piscine, le village de vacances et a fait rénover l’église. Grâce à lui, Brillac est le premier village de Charente limousine à posséder de tels services, hormis Confolens, deuxième sous-préfecture de la Charente. On lui doit la réfection de tous les chemins ruraux. Il fut, avec le sénateur Guy Pascaud et le représentant du patronat français Michel Maury-Laribière, à l'origine de la mise en place de la deuxième communauté de communes de la région Poitou-Charentes, après Mauléon (Deux-Sèvres). Il était chevalier de la Légion d'honneur. Il est décédé en 1995 des suites d'un accident vasculaire cérébral. Il a donné son nom à une rue du bourg.
- La famille Peyraud, installée depuis plusieurs siècles dans le village, possédant deux manoirs et ayant marqué l'histoire de la commune.